# OK (MEGの曲)
「OK」（オーケー）は、日本の歌手、MEGの9枚目のシングルである。

## 概要
- ユニバーサルミュージック移籍第1弾シングル。メジャーレーベルでのリリースは、2003年にワーナーミュージック・ジャパンからリリースした1stアルバム「room girl」以来約4年振り。
- 中田ヤスタカによる全面プロデュースと思われがちだが「OK」の作曲は蔦谷好位置、作詞はMEG本人である。カップリング曲も他者によるものであり、実際に中田ヤスタカは「OK」の編曲にのみ関わっている。
- オリコンチャートにはMEGにとって最多となる7回の登場。
- 発売日が誕生日当日という偶然も重なり、ラフォーレ原宿でのゲリラライブには、エントランスから交差点の向こう側まで500人以上の人であふれ、退場前にバースデーケーキがだされるサプライズもあった。
- プロモーションの一環として、このシングルのジャケット写真を拡大したポスターを原宿に貼り出したところ、大量のポスターが盗まれるという事件が発生し、ワイドショーやスポーツ誌を賑わした（のちに、この時のアートワークは『ヱヴァンゲリヲン新劇場版:破』とのコラボレートTシャツの元となる[1]）。
- sugiurumnによる「OK」のリミックスバージョンが収録されている。
- 表題曲「OK」は日本テレビ系『ロンQ!ハイランド』エンディング・テーマ、日本テレビ系『カイブツ』エンディング・テーマとして使用。

## 収録曲
1. OK
  - 作詞：MEG / 作曲：蔦谷好位置 / 編曲：中田ヤスタカ
  - 日本テレビ系『ロンQ!ハイランド』エンディング・テーマ
  - 日本テレビ系『カイブツ』エンディング・テーマ
2. I’m in LOVE
  - 作詞：MEG、BANDEE / 作曲：Akinori Imai / 編曲：田中隼人
3. OK <sugiurumn remix>